# مستشفى الإمام الصادق
مستشفى الإمام الصادق (المستشفى التركي) هو أحد مستشفيات محافظة بابل الحكومية. يتبع المستشفى لوزارة الصحة العراقية. يتكون المستشفى من 492 سرير للرقود وعدد من العيادات والمراكز التخصصية و18 صالة للعمليات. مدير المستشفى هو عادل إبراهيم النجار. تم افتتاح المستشفى عام 2017.

## الردهات والاقسام
- ردهة الطوارئ